# Nederlands kampioenschap schaatsen sprint 1971
Het Nederlands kampioenschap sprint 1971 (voor mannen) was de tweede editie van dit schaatsevenement dat over de sprintvierkamp (2x 500, 2x 1000 meter) werd verreden. Het vond plaats in het weekend van 9 en 10 januari op de onoverdekte Jaap Edenbaan in Amsterdam, tegelijkertijd met de Nederlandse kampioenschappen schaatsen allround 1971 (voor mannen en vrouwen).
Er namen acht deelnemers aan deel. Jan Bazen, die alle vier de afstanden won, prolongeerde zijn titel. Marten Hoekstra werd andermaal tweede. De nummers drie en vier van 1970 namen dit jaar de omgekeerde plaats in. Eppie Bleeker werd nu derde en Jos Valentijn vierde.
Bazen en Hoekstra werden aangewezen om samen met de allrounders Jan Bols (1e) en Ard Schenk (2e) deel te nemen aan de Wereldkampioenschappen schaatsen sprint 1971 in het Duitse Inzell op de ijsbaan Ludwig Schwabl Stadion.

## Uitslagen
Afstandmedailles
| Afstand  | 1e        | 2e              | 3e              |
| -------- | --------- | --------------- | --------------- |
| 1e 500m  | Jan Bazen | Marten Hoekstra | Gerard Demkes   |
| 1e 1000m | Jan Bazen | Marten Hoekstra | Eppie Bleeker   |
| 2e 500m  | Jan Bazen | Marten Hoekstra | Jos Valentijn   |
| 2e 1000m | Jan Bazen | Jos Valentijn   | Marten Hoekstra |

Eindklassement
| Rang   | Schaatser       | Punten         | 500m          | 1000m       | 500m             | 1000m              |
| ------ | --------------- | -------------- | ------------- | ----------- | ---------------- | ------------------ |
| Goud   | Jan Bazen       | 165.430 BR, CR | 40,89 (1)     | 1.24,60 (1) | 40,79 (1) BR, CR | 1.22,90 (1) BR, CR |
| Zilver | Marten Hoekstra | 167.700        | 41,00 (2)     | 1.25,70 (2) | 41,60 (2)        | 1.24,50 (3)        |
| Brons  | Eppie Bleeker   | 169.770        | 42,27 (4)     | 1.26,50 (3) | 41,90 (4)        | 1.24,70 (4)        |
| 4      | Jos Valentijn   | 170.100 NRj    | 42,43 (5)     | 1.27,40 (5) | 41,82 (3)        | 1.24,30 (2)        |
| 5      | Gerard Demkes   | 170.240        | 41,71 (3)     | 1.27.00 (4) | 42,03 (5)        | 1.26,00 (5)        |
| 6      | Henk Jan Pasman | 172.200        | 42,31 (6)     | 1.27,70 (6) | 42,09 (6)        | 1,27,90 (7)        |
| 7      | Johnny Olof     | 172.970        | 42,56 (7)     | 1.28,80 (7) | 42,16 (7)        | 1.27,70 (6)        |
| 8      | Piet de Boer    | 196.400        | 1.01,48 (8) * | 1.32,50 (8) | 43,17 (8)        | 1.31,00 (8)        |

BR = baanrecord
CR = kampioenschap record
NRj = Nederlands record junioren
* met val